# Bartramia scabrifolia
Bartramia scabrifolia là một loài rêu trong họ Bartramiaceae. Loài này được Hook. f. & Wilson Müll. Hal. mô tả khoa học đầu tiên năm 1900.